# Região Geográfica Imediata de Cruzeiro do Sul

Localização da Região Imediata de Cruzeiro do Sul no Acre.

A Região Geográfica Imediata de Cruzeiro do Sul é uma das 5 regiões imediatas do estado brasileiro do Acre, uma das 2 regiões imediatas que compõem a Região Geográfica Intermediária de Cruzeiro do Sul e uma das 509 regiões imediatas no Brasil, criadas pelo IBGE em 2017. É composta de 5 municípios: Cruzeiro do Sul, Mâncio Lima, Marechal Thaumaturgo, Porto Walter, Rodrigues Alves